# Мартен Вандевордт
Мартен Вандевордт (нід. Maarten Vandevoordt, нар. 26 лютого 2002, Сінт-Трейден) — бельгійський футболіст, воротар клубу «Генк».

## Клубна кар'єра
Уродженець Сінт-Трейдена, Мартен виступав за молодіжні команди «Брюстема», «Сінт-Трейдена» і «Генка». 24 вересня 2019 року дебютував в основному складі «Генка» в матчі Кубка Бельгії проти «Ронсе». 7 грудня 2019 дебютував в матчі вищого дивізіону чемпіонату Бельгії проти клубу «Серкль Брюгге», пропустивши в свої ворота два м'ячі.
10 грудня 2019 року Вандеворт дебютував в Лізі чемпіонів УЄФА, вийшовши в стартовому складі «Генка» на матч проти «Наполі». У тій грі він пропустив чотири м'ячі в свої ворота. Мартен став наймолодшим воротарем в історії турніру (йому було 17 років і 287 днів), побивши рекорд, який раніше належав іншому бельгійському воротарю Міле Свілару. За підсумками сезону 2020/21 виграв з командою Кубок Бельгії.

## Кар'єра в збірній
Виступав за юнацькі збірні Бельгії до 15, до 16, до 17 і до 19 років. У складі збірної до 17 років був учасником юнацьких чемпіонатів Європи 2018 та 2019 років. На першому з них Мартен був запасним воротарем і зіграв лише одну зустріч, останній груповий матч проти Данії, а його збірна стала півфіналістом турніру. Натомість наступного року Вандевордт вже був основним воротарем, зігравши усі 5 ігор турніру і дійшовши з командою до чвертьфіналу.
4 червня 2021 року Вандевордт дебютував у складі молодіжної збірної Бельгії в грі кваліфікації до молодіжного чемпіонату Європи проти Казахстану (3:1).

## Титули і досягнення
- Володар Кубка Бельгії (1):

«Генк»: 2020/21